# Leonard José
Leonard José (ur. 21 maja 1886 w Tarragonie, zm. 9 sierpnia 1936 w Traveserres) – hiszpański brat szkolny (FSC) i męczennik chrześcijański, błogosławiony Kościoła katolickiego.
Urodził się w 1886 roku w bardzo religijnej rodzinie. Został zamordowany w czasie wojny domowej w Hiszpanii 9 sierpnia 1936 roku. Był jednym z 64. męczenników z archidiecezji barcelońskiej, którzy ponieśli wówczas śmierć.
Beatyfikował go Benedykt XVI 28 października 2007 roku w grupie 498  męczenników hiszpańskich.
Mszy świętej przewodniczył prefekt Kongregacji Spraw Kanonizacyjnych, portugalski kardynał José Saraiva Martins.
Wspomnienie liturgiczne męczenników wyznaczono na 6 listopada.